# Inno (álbum)
Inno es el 18º álbum en solitario de la cantautora italiana Gianna Nannini, publicado el 15 de enero de 2013 con la discográficaSony.

## El disco
También incluye la canción Baciami qui para los que compran un billete para la gira de Inno Tour 2013. En la tarjeta se imprime un código que se utilizó para la descarga gratuita de la canción en la página oficial el 8 de enero de 2013.

## Pistas
1. Chorale (Música: Gianna Nannini) – 0:20
2. Indimenticabile (Letra: Gianna Nannini, Pacifico - Música: Gianna Nannini) – 3:18
3. Nostrastoria (Testo: Tiziano Ferro - Música: Gianna Nannini) – 4:19
4. Danny (Letra y Música: Gianna Nannini) – 3:32
5. Ninna nein (Letra: Gianna Nannini, Pacifico - Música: Gianna Nannini) – 3:41
6. In The Rain (Letra: Gianna Nannini, Pacifico - Música: Gianna Nannini) – 3:55
7. Scegli me (Letrae Musica: Gianna Nannini) – 3:18
8. Inno (Testo: Gianna Nannini, Pacifico - Música: Gianna Nannini) – 3:21
9. La fine del mondo (Letra: Gianna Nannini - Música: Gianna Nannini, Michael Busbee, Steven McMorran & Justin Gray) – 3:46
10. Dimmelo chi sei (Letra: Gianna Nannini, Isabella Santacroce - Música: Gianna Nannini) – 3:03
11. Lasciami stare (Letra: Gianna Nannini, Pacifico - Música: Gianna Nannini) – 3:46
12. Tornerai (Letra: Gianna Nannini, Isabella Santacroce - Música: Gianna Nannini) – 3:07
13. Sex drugs and beneficenza (Letra y Música: Gianna Nannini) – 3:15

iTunes Bonus Track
14. In camera mia (Testo e Música: Gianna Nannini) – 2:39
Extra Track
15. Baciami qui (Testo e Música: Gianna Nannini) – 2:56

## Sencillos
1. La fine del mondo (7 de diciembre de 2012)
2. Nostrastoria (18 de enero de 2013)
3. Indimenticabile (3 de april 2013)
4. Scegli me (31 de mayo de 2013)

## Clasificación
| Clasificación (2013) | Mejor posición |
| -------------------- | -------------- |
| Austria              | 38             |
| Italia               | 1              |
| Alemania             | 60             |
| Suiza                | 7              |

## Curiosidades
La canción Inno fue elegida por el secretario del Partido Democrático, Pier Luigi Bersani, como el himno oficial de la campaña del Partido Demócrata para las elecciones de febrero de 2013.